# Brasil durante la Segunda Guerra Mundial
Brasil, aunque gobernado por un régimen dictatorial afín al modelo fascista (el Estado Novo) de los Países del Eje, terminó participando en la Segunda Guerra Mundial (1939-1945) junto a los Países Aliados. En febrero de 1942, submarinos alemanes e italianos comenzaron a torpedear buques brasileños en el Océano Atlántico en represalia por la adhesión de Brasil a los compromisos de la Carta del Atlántico (que preveía la alineación automática con cualquier nación del continente americano que fuera atacada por una potencia extracontinental) lo que hacía su neutralidad sólo teórica.
Durante 1942, los estadounidenses instalaron bases aéreas navales a lo largo de la costa norte-noreste de Brasil. Luego de meses de torpedear buques mercantes brasileños donde 21 submarinos alemanes y dos italianos que operan en la región fueron responsables del hundimiento de 36 buques mercantes brasileños, provocando 1.691 naufragios y 1.074 muertos, que fue el principal motivo que llevó a la declaración de guerra por parte del Brasil a Alemania e Italia, la gente salió a las calles y el gobierno brasileño declaró la guerra a ambos países en agosto de 1942.

## Historia

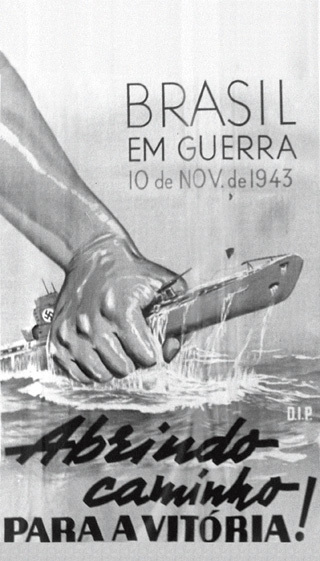
Propaganda de guerra

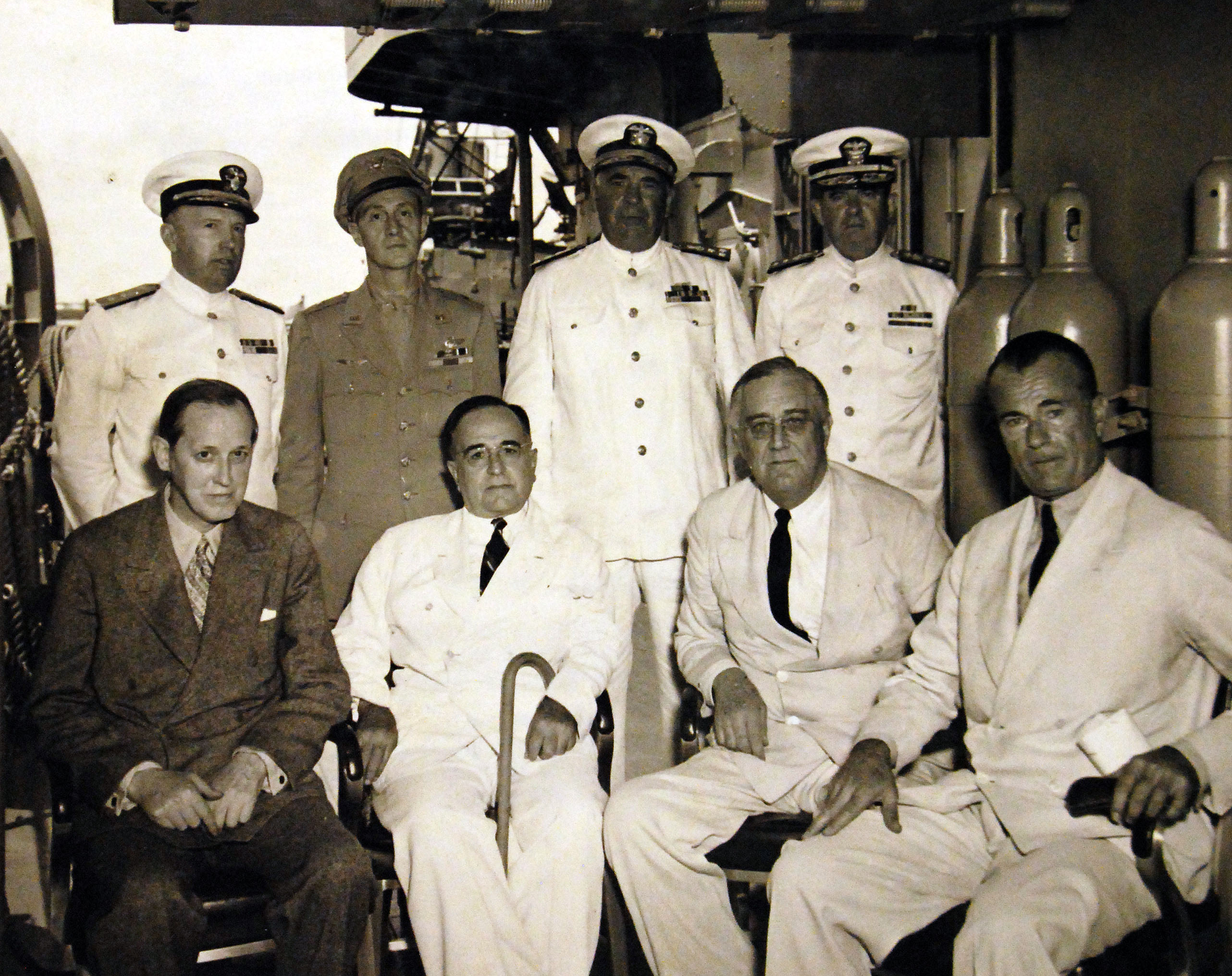
Presidentes Franklin Roosevelt e Getulio Vargas a bordo del USS Humboldt (AVP-21)

Siendo, en ese momento, un país con el foco principal en la exportación de mercancías y una política internacional tradicionalmente aislacionista, el país tardó casi dos años en formar la Fuerza Expedicionaria Brasileña, cuya formación se definió en la Conferencia de Potengi entre los presidentes Getúlio Vargas y Franklin D. Roosevelt, en su visita a las instalaciones militares brasileñas en el noreste poco después de la Conferencia de Casablanca, pero su creación se retrasó un año después de la declaración de guerra.
Entre los temas tratados en el encuentro estuvieron la protección del Atlántico Sur y el aumento de la producción de caucho y otros insumos en la Amazonía, fundamental para la fabricación de material militar por parte de Estados Unidos. También discutieron una participación más efectiva de Brasil en el combate, que resultó en el envío de la Fuerza Expedicionaria Brasileña a Europa. Visitaron las obras de la base aérea de Parnamirim y el puerto de Natal, utilizado por los estadounidenses.
La capital del estado de Rio Grande do Norte, debido a su posición estratégica cerca de África, hizo que la ciudad recibiera las dos principales bases militares estadounidenses durante la Segunda Guerra Mundial: la Base Naval y el Campo de Parnamirim, en ese momento era la base de fuerzas estadounidenses más grande en territorio extranjero. La ciudad, que en ese momento contaba con 55.000 habitantes, recibió un contingente de 10.000 soldados estadounidenses, hecho que cambió radicalmente la hasta entonces pequeña ciudad.
Finalmente, su despliegue al frente comenzó recién en julio de 1944, habiéndose enviado unos 25.000 hombres, de un total estimado inicial de 100.000, el cuerpo expedicionario brasileño llevó a cabo las principales misiones que le asignaba el mando aliado.

### Antecedentes
En febrero de 1942, submarinos alemanes e italianos comenzaron a torpedear buques brasileños en el Océano Atlántico en represalia por la adhesión de Brasil a los compromisos de la Carta del Atlántico, que preveía la alineación automática con cualquier nación del continente americano que fuera atacada por una potencia extracontinental.
En la Segunda Guerra Mundial, los ataques a buques mercantes brasileños, por submarinos del Eje, entre 1941 y 1944, provocaron la muerte de más de mil personas y precipitaron la entrada de Brasil en el conflicto, del cual, hasta entonces, se mantuvo neutral. Durante la guerra 35 barcos fueron atacados (32 hundidos), en las aguas de los océanos Atlántico, Índico y Mediterráneo, en los que el ataque aéreo al barco Taubaté, el primer barco en ser atacado, el 22 de marzo de 1941, los ataques fueron realizados por submarinos alemanes e italianos se produjeron después de que Brasil rompiera relaciones diplomáticas con el Eje, el 28 de enero de 1942.
A partir de esa fecha, comenzaron los ataques sistemáticos en la costa este de los Estados Unidos, luego en el Caribe y en el noreste de Brasil, especialmente entre Recife y Salvador, alcanzando su punto máximo en agosto de 1942, cuando, en solo dos días, seis barcos fueron hundido, provocando la muerte de más de 600 personas, lo que llevó a Brasil a declarar la guerra al Eje el 21 de agosto.

## Campaña Atlántica: Marina Brasileña

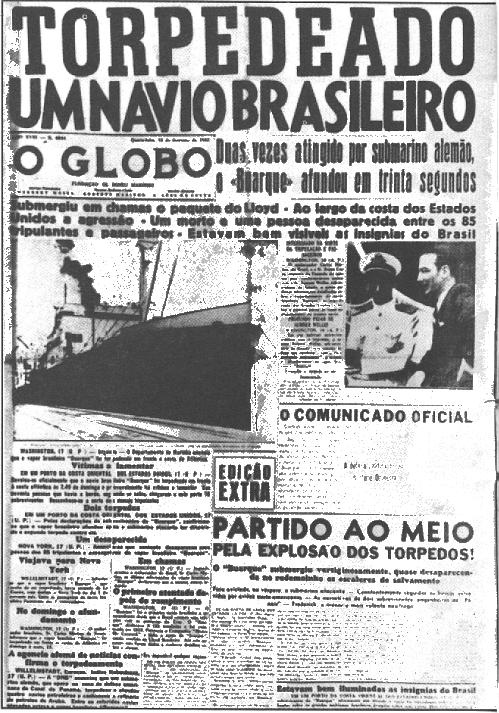
El diario O Globo pública la noticia del hundimiento de un buque brasileño por submarino, 1942

La acción de la Marina de Brasil en la Segunda Guerra Mundial no estaba directamente relacionada con la FEB y la Campaña italiana, ya que estaba involucrada en gran parte en la Batalla del Atlántico. Los ataques navales del Eje causaron casi 1.600 muertos, incluidos casi 500 civiles, 470 marineros de la marina mercante, 570 marineros de la Armada; aproximadamente uno de cada siete marineros brasileños perecería en la campaña. Los alemanes hundieron un total de 36 barcos, y otros tres se perdieron (y 350 murieron) en hundimientos accidentales.
La principal tarea de la Armada brasileña era, junto con los aliados, garantizar la seguridad de los barcos que navegaban entre el Atlántico central y sur hasta Gibraltar. Solo o en coordinación con las fuerzas aliadas los buques de guerra brasileños escoltaron los convoyes de unos 3.164 barcos, en su mayoría barcos brasileños, más de mil barcos de América del Norte y otras naciones, en un total de 575 misiones de escolta, según las pérdidas registradas, el 99% de los barcos protegidos llegaron a su destino, también hubo 654 rescates en el mar por barcos brasileños.
Por lo general, solían ser convoyes de hasta 60 buques mercantes, en grupos de 9 a 12 columnas de 600 a 1000 yardas, y los buques de guerra de escolta estaban en movimiento circular alrededor de los mercantes a una distancia de 4000 metros. En la batalla contra los submarinos alemanes, los buques y submarinos brasileños utilizaron minas y cargas de profundidad. 

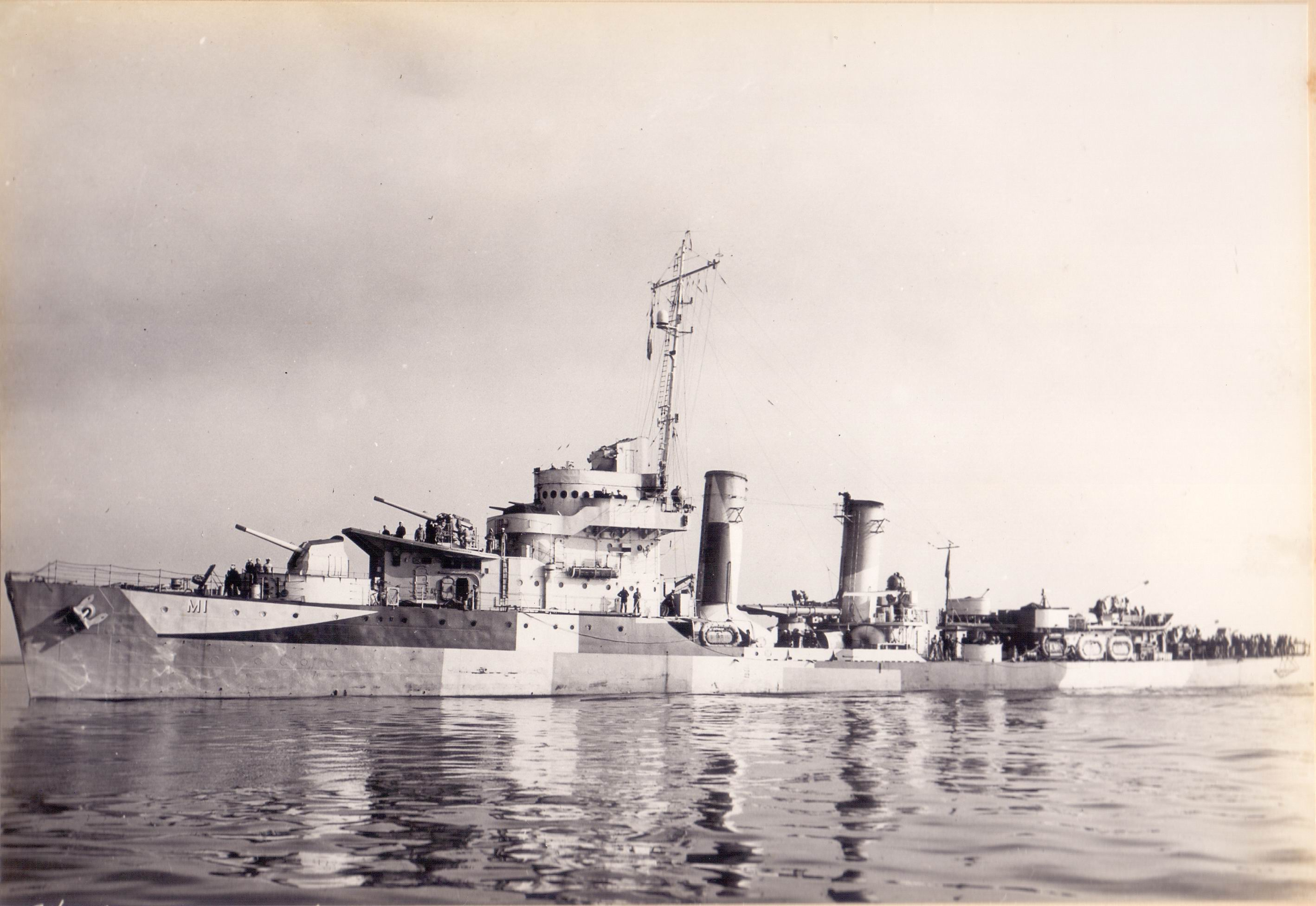
Destructor Mariz e Barros

Según documentos alemanes, la Armada brasileña atacó a submarinos alemanes un total de 66 veces y se credita a la Fuerza aérea y a la Armada brasileña la destrucción de doce submarinos del Eje a lo largo de sus costas: el submarino italiano Arquímedes y alemanes U-128, U-161, U-164, U-199, U-507, U-513, U-590, U-591, U-598, U-604 y U-662. 
Entre los buques de guerra perdidos por la Armada brasileña se encuentran el minero Camaqua, que volcó durante una tormenta mientras escoltaba un convoy en julio de 1944 y el crucero ligero Bahia debido a un accidente de artillería, la mayoría de los la tripulación de este último se perdió.  De los tres buques militares brasileños perdidos durante la guerra, solo el carguero-tropas Vital de Oliveira se debió a la acción de un submarino enemigo, siendo hundido por el U-861 el 20 de julio de 1944.
El récord de tiempo en el mar fue para el caza submarino Guaporé, en un total de 427 días, en 3 años de operación y el mayor número de participaciones en convoyes por barco, fue el Corvette Caravela, con 77 participaciones. La Armada tuvo 492 muertos durante la guerra.

## Campaña Atlántica: Fuerza Aérea Brasileña
La campaña atlántica marcó el bautismo en combate de la fuerza aérea incluso antes de la declaración formal de guerra con el ataque de un bombardero B-25 de la FAB al submarino italiano Barbarigo en mayo de 1942. Durante el conflicto la fuerza realizó más de 15.000 patrullas sobre el Atlántico Sur. Las operaciones de guerra submarinas de la FAB y de la Marina llevaron al hundimiento de 11 submarinos enemigos.

### Submarinos hundidos

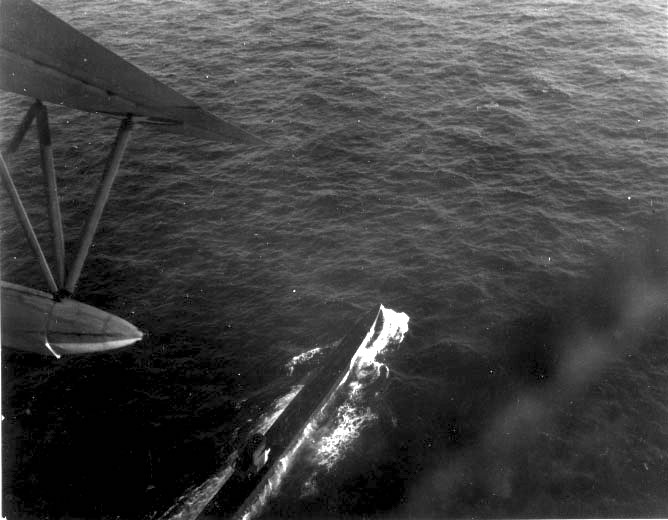
Submarino alemán U-199 bajo ataque de un PBY Catalina de la FAB.

- U-590
- U-662
- U-507
- U-164
- U-598
- U-591
- U-128
- U-161
- U-199
- U-513
- Archimede

## Campaña Italiana de la 1ª Divisão Expedicionária

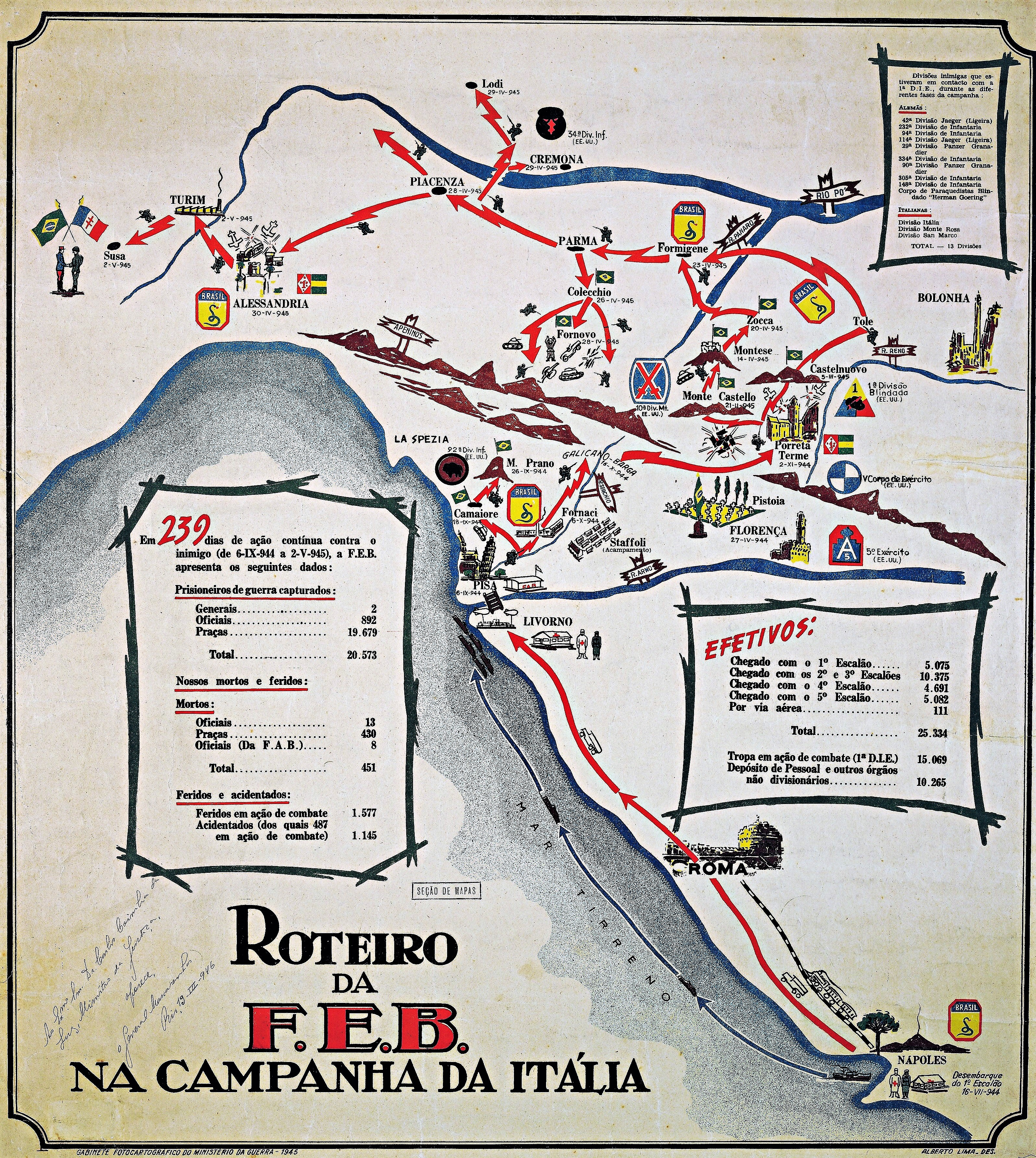
Guion de FEB en la campaña italiana

La 1a etapa de la campaña de la FEB en Italia comenzó en septiembre de 1944, actuando junto con el 371o regimiento afroamericano que formaba la Task Force 45, liberando el valle del río Serchio de la ocupación alemana (al norte de la ciudad de Lucca, sus primeras victorias datan de esta vez en septiembre, con las tomas de Massarosa, Camaiore y Monte Prano), y la mayor parte de la comarca Gallicano-Barga, donde sufrió sus primeros reveses. A partir de noviembre de ese año, comenzó a actuar como una División completa y se desplegó al este del ala del V Ejército de Estados Unidos con la misión de expulsar a las tropas alemanas del norte de los Apeninos mediante fuego de artillería, ya que estas posiciones impedían el avance de los aliados en el sector principal del frente italiano bajo la responsabilidad del VIII Ejército Británico (ubicado entre el centro de Italia y el mar Adriático).

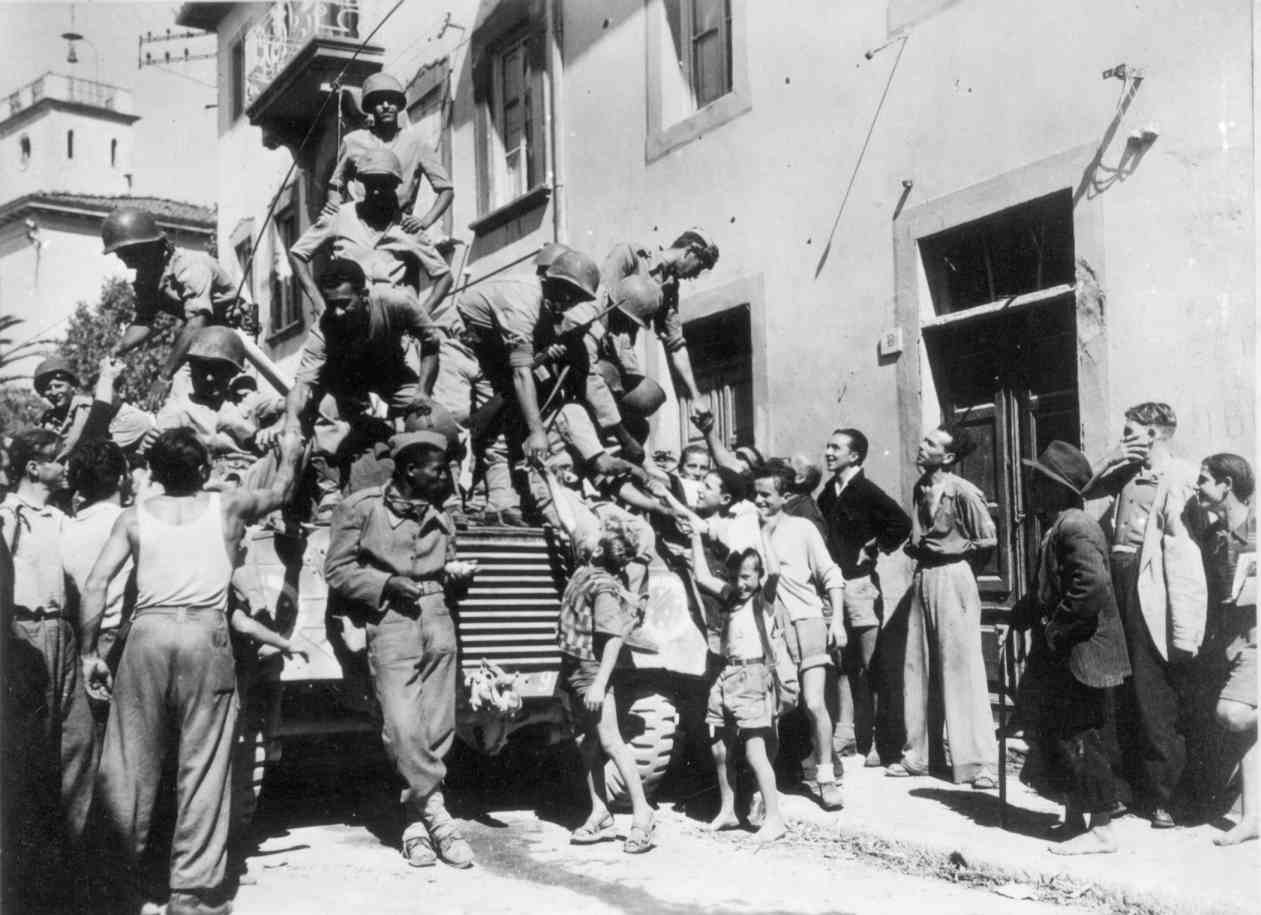
La FEB libera a Massarosa

Así comenzó, la 2ª etapa, la más larga de la FEB en Italia, que se encargó de hacerse cargo del complejo formado por Monte Castello, Belvedere y otras posiciones montañosas de sus alrededores. Después de algunos intentos en noviembre y diciembre, quedó claro que el éxito en tal empresa requeriría un ataque conjunto de la fuerza de dos divisiones simultáneamente en Belvedere, Della Torraccia, Monte Castello y Castelnuovo di Vergato.

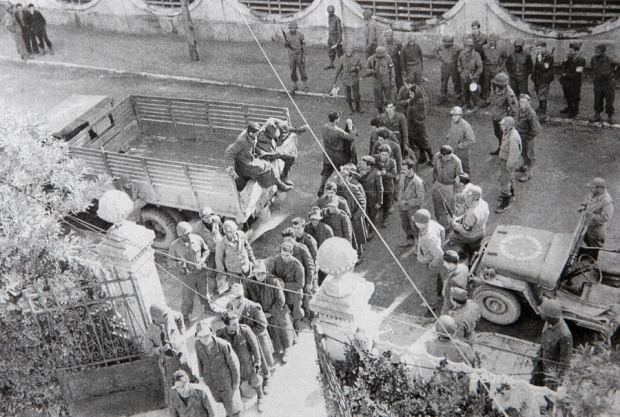
Soldados italianos capturados por la FEB en octubre de 1944

Después del invierno, entre finales de febrero y mediados de marzo de 1945, tuvo lugar la Operación Encore, un avance conjunto con la recién llegada 10.ª División de Montaña de Estados Unidos. Así, finalmente fueron tomados, entre otras posiciones, por los brasileños: Monte Castello y Castelnuovo, mientras que los estadounidenses tomaron: Belvedere y Della Torraccia. La conquista de estas posiciones por parte de la división brasileña y la división de montaña estadounidense en este sector secundario pero vital permitió el inicio de la ofensiva de primavera final.

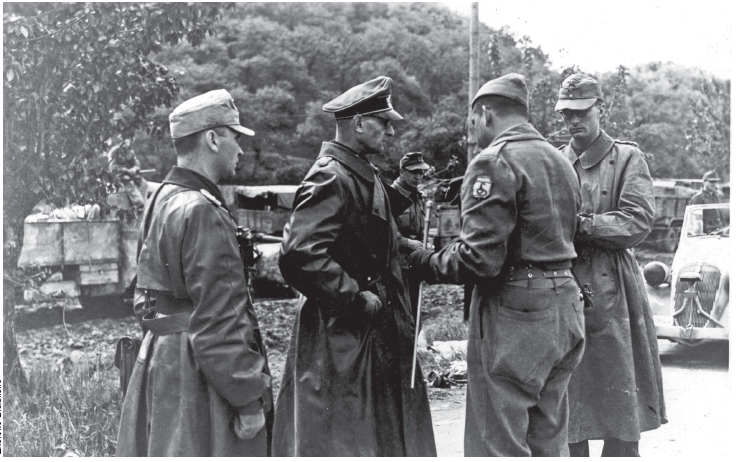
El general Otto Fretter-Pico en conversaciones con el mayor Franco Ferreira sobre la rendición de la 148.ª División alemana a la FEB el 29 de abril de 1945.

En la primera semana de abril se inició la fase final de la ofensiva de primavera, con el objetivo de romper definitivamente esta línea de defensas, que impidió el avance de las tropas aliadas en Italia hacia Europa Central. En el primer día de la ofensiva en el sector del IV Cuerpo del V Ejército americano, al que se incorporó la FEB y con el fallido intento alemán de retomar Montese y el consecuente avance de las tropas de la FEB, la 10.ª División de Montaña y la 1.ª División Acorazada de Estados Unidos, se efectuó el colapso de las defensas alemanas en ese sector, dejando clara la imposibilidad por parte de las tropas alemanas de mantener a partir de ese momento la línea gótica, tanto en el sector terciario al oeste, cerca el Mar de Liguria, y en el sector principal al este, cerca del Mar Adriático.

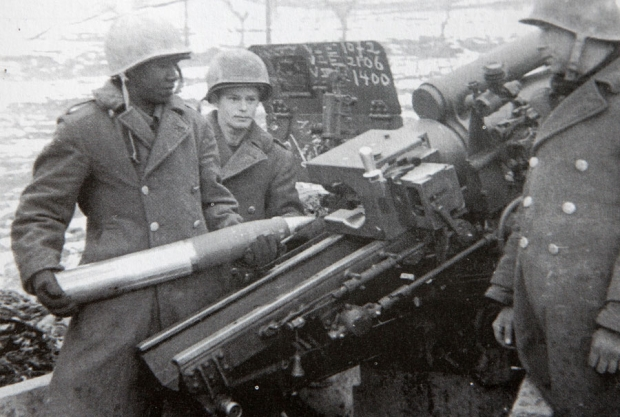
Artillería brasileña en la campaña

Aún en esta última etapa de su campaña, en combates librados en Collecchio y Fornovo di Taro, las tropas de la FEB que estaban en esa región en número superado numéricamente rodearon y, tras los combates surgidos del fallido intento de romper el cerco por parte del enemigo, siguieron negociación rápida, obtuvo la rendición de las tropas restantes de cuatro divisiones enemigas: dos alemanes (la 148.ª división de infantería comandada por el general Otto Fretter-Pico, y la 90.ª División Panzergrenadier) y dos fascistas italianos (la 1.ª división Bersaglieri Italia, comandada por general Mario Carloni, y la 4.ª división de montaña "Monte Rosa"). Esto impidió que las unidades que (bajo el único refugio y mando de la 148.ª) se retiraban de la región de La Spezia y Génova (que había sido liberada por la 92.ª división estadounidense) se unieran a las fuerzas italo-alemanas en Liguria.
Al final de la campaña, la FEB había encarcelado a más de veinte mil soldados enemigos, catorce mil setecientos setenta y nueve solo en Fornovo di Taro, ochenta cañones, mil quinientos vehículos y cuatro mil caballos.
Al finalizar la guerra, los aliados solicitaron la presencia brasileña como fuerza de ocupación en Austria. Aún se debate si la invitación no llegó al presidente Getúlio Vargas, siendo discutida solo a nivel militar, o si se dio cuenta de ella y le negó la participación.

## Campaña Italiana de la Fuerza Aérea Brasileña
En la campaña italiana, la FAB operó con dos unidades aéreas, la 1.ª Esquadrilha de Ligação e Observação (1.ª E.L.O). y la 1.º Grupo de Aviação de Caça (1.º GAvCa). Dieciséis aviones fueron derribados del escuadrón de caza, con la muerte de cinco de sus aviadores en acción, además de la muerte de tres más por accidentes. Al final de la campaña, debido a las bajas sufridas, el grupo de cazas se redujo al tamaño estándar de un escuadrón convencional.
Aunque dio cobertura aérea a la división brasileña en varias ocasiones, a diferencia del Escuadrón de Reconocimiento Aéreo (ELO), el escuadrón de combate brasileño no estaba subordinado al mando de la FEB, sino más bien (siendo uno de los cuatro escuadrones del 350 ° Grupo de Cazas del ala 12 de la Fuerza Aérea del Ejército de los EE. UU. 62), informando al Comando Aéreo Táctico Aliado XXII.

### Resumen operativo:  1.º Grupo de Aviação de Caça
Durante la campaña italiana, los pilotos de la 1.ª GAvCa llevaron a cabo varios ataques contra refinerías, arsenales, puentes ferroviarios, transporte ferroviario, edificios que servían de base a enemigos, centrales eléctricas y almacenes, así como ataques contra alojamientos, vehículos dotados y participantes en conjunto con la Fuerza Expedicionaria Brasileña en batallas como la Batalla de Monte Castello y entre otras batallas.

#### Sumario estadístico

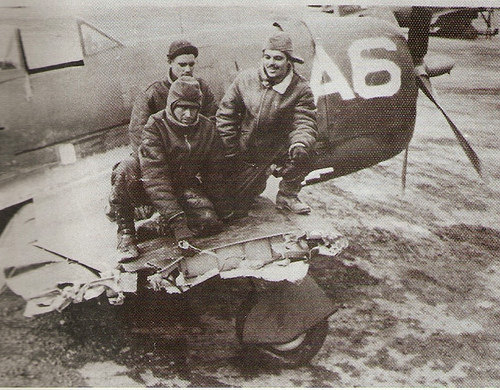
Caza del 1.º GAvCa dañado por flak alemán.

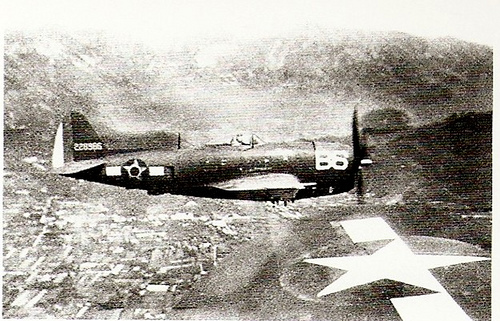
Un P-47 de la FAB escoltando a un bombardero estadunidense.

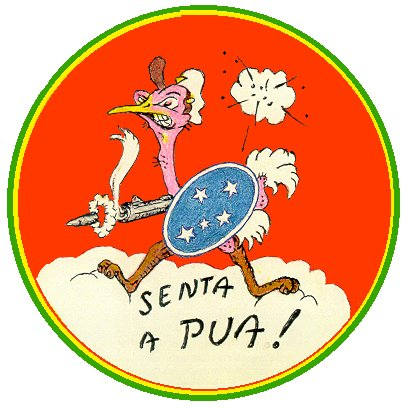
Escudo FAB 1.º GAvCa

| Total de misiones executadas                      | 445       |
| Salidas ofensivas totales                         | 2 546     |
| Salidas defensivas totales                        | 4         |
| Total de horas de vuelo en operaciones de combate | 5 465     |
| Total de horas de vuelo                           | 6 144     |
| Total de bombas lanzadas                          | 4 442     |
| Bombas incendiárias (FTI)                         | 166       |
| Bombas de racimo (260 lb)                         | 16        |
| Bombas de racimo (90 lb)                          | 72        |
| Bombas de demolición (1000 lb)                    | 8         |
| Bombas de demolición (500 lb)                     | 4 180     |
| Tonelaje total de bombas                          | 1 010     |
| Total munición de calibre 50                      | 1 180 200 |
| Total de cohetes lanzados                         | 850       |
| Litros de gasolina consumidos                     | 4 058 651 |

|                                     | Destruidos | Dañados |
| ----------------------------------- | ---------- | ------- |
| Aeronaves                           | 2          | 9       |
| Locomotoras                         | 13         | 92      |
| Vagones y vagones cisterna          | 250        | 835     |
| Transportes motorizados             | 1 304      | 686     |
| Carros blindados                    | 8          | 13      |
| Vehículos propulsados por animales  | 79         | 19      |
| Puentes de ferrocarril y carretera  | 25         | 51      |
| Puentes ferroviarios y viales       | 412        | –       |
| Plataformas de clasificación        | 3          | –       |
| Edificios ocupados por enemigos     | 144        | 94      |
| Campamientos                        | 1          | 4       |
| Puestos de mando                    | 2          | 2       |
| Posiciones de artillería            | 85         | 15      |
| Alojamientos                        | 3          | 8       |
| Fábricas                            | 6          | 5       |
| Instalaciones diversas              | 125        | 54      |
| Plantas eléctricas                  | 5          | 4       |
| Almacén de combustible y municiones | 31         | 15      |
| Almacén de materiales               | 11         | 1       |
| Refinerías                          | 3          | 2       |
| Estaciones de radar                 | –          | 2       |
| Embarcaciones                       | 19         | 52      |
| Navíos                              | –          | 1       |

### Resumen operativo: 1.º Esquadrão de Ligação e Observação
Durante la Campaña Italiana, el 1er Escuadrón de Enlace y Observación realizó 1.654 horas de vuelo, 682 misiones de guerra y más de 400 regulaciones de fuego de artillería. Cada piloto realizó entre 70 y 95 misiones de guerra. El 1.º E.L.O. operó aviones L-4, del tipo Piper Cub, con motor de 65 CV, el escuadrón movió su base con frecuencia, acompañando los movimientos de la Fuerza Expedicionaria Brasileña y de las Unidades de Artillería, cuyos disparos debían estar preparados para regular. Las pistas de aterrizaje utilizadas fueron preparadas sumariamente y tenían entre 200 y 300 metros de largo; en dos de los casos, la anchura útil de la vía, cubierta por chapas de acero perforadas, fue de 6 metros.

### 2.º Grupo de Aviação de Caça
En 1945 la Fuerza Aérea estaba formando un 2.º Grupo de Cazas equipado con Curtiss P-40N que sería enviado al teatro de uperaciones del Pacífico. El grupo fue reunido en la Base Aérea de Santa Cruz para entrenamiento de los pilotos y tripulantes de tierra pero luego antes de embarcarse la guerra terminó.

## Lista de barcos brasileños hundidos durante la guerra
| Barco                        | Submarino        | Fecha      | Posición            | Muertos |
| ---------------------------- | ---------------- | ---------- | ------------------- | ------- |
| Buarque – 5.152ton           | U-432            | 15.02.1942 | 36°35′N 75°20′W     | 1       |
| Olinda – 5.085ton            | U-432            | 18.02.1942 | 37°30′N 75°00′W     | 46      |
| Cabedelo – 3.557ton          | Torelli (ita)    | 25.02.1942 | 16°00′N 49°00′W     | 54      |
| Arabutan – 7.874ton          | U-155            | 07.03.1942 | 35°15′N 73°55′W     | 1       |
| Cairu – 5.152ton             | U-94             | 09.03.1942 | 39°10′N 72°02′W     | 53      |
| Parnaíba – 6.692ton          | U-162            | 01.05.1942 | 10°12′N 57°12′W     | 7       |
| Cmt Lira – 5.052ton          | Barbarigo (ita)  | 18.05.1942 | 02°59′N 34°10′W     | 2       |
| Gonçalves Dias – 4.996ton    | U-502            | 24.05.1942 | 16°09′N 70°00′W     | 6       |
| Alegrete – 5.970 ton         | U-156            | 01.06.1942 | 13°40′N 61°30′W     | -       |
| Paracuri – 300ton            | U-159            | 05.06.1942 | 17°30′N 68°34′W     | -       |
| No identificado              | U-507            | 17.08.1942 | 13°31′S 38°36′W     | s/i     |
| Pedrinhas – 3.666ton         | U-203            | 26.05.1942 | 23°07′N 62°34′W     | -       |
| Tamandaré – 4.942ton         | U-66             | 26.06.1942 | 11°34′N 60°30′W     | 4       |
| Piave – 2.547ton             | U-155            | 28.07.1942 | 12°30′S 55°47′W     | 1       |
| Barbacena – 4.772ton         | U-66             | 28.07.1942 | 13°10′N 56°00′W     | 6       |
| Baependi – 4.801ton          | U-507            | 16.08.1942 | 11°50′S 37°00′W     | 270     |
| Araraquara – 4.871ton        | U-507            | 16.08.1942 | 12°00′S 37°09′W     | 131     |
| A. Penévolo – 1.904ton       | U-507            | 16.08.1942 | 11°41′S 37°21′W     | 150     |
| Itagibe – 2.055ton           | U-507            | 17.08.1942 | 13°20′S 38°40′W     | 36      |
| Arará – 1.075ton             | U-507            | 17.08.1942 | 13°21′S 38°49′W     | 20      |
| No identificado              | U-507            | 17.08.1942 | 13°31′S 38°36′W     | s/i     |
| Jacira – 89ton               | U-507            | 19.08.1942 | 14°30′S 38°40′W     | 6       |
| Osório – 2.370 ton           | U-514            | 28.09.1942 | 00°13′N 47°47′W     | 5       |
| Lajes – 5.578ton             | U-514            | 28.09.1942 | 00°13′N 47°47′W     | 3       |
| Antonico – 1.243ton          | U-516            | 28.09.1942 | 06°17′N 52°35′W     | 16      |
| Porto Alegre – 5.187ton      | U-504            | 03.11.1942 | 35°27′S 28°02′W     | 1       |
| Apalóde – 5.766ton           | U-163            | 22.11.1942 | 13°11′N 54°39′W     | 5       |
| Brasióide – 6.076ton         | U-518            | 18.02.1943 | 12°38′S 37°57′W     | -       |
| Afonso Pena – 3.539ton       | Barbarigo(ita)   | 02.03.1943 | 16°14′S 36°03′W     | 125     |
| Tutoia – 1.125ton            | U-513            | 01.07.1943 | 24°40′S 47°05′W     | 7       |
| Pelotaslóide – 5.228ton      | U-590            | 04.07.1943 | 00°27′S 47°36′W     | 5       |
| Bagé – 8.235ton              | U-185            | 01.08.1943 | 11°29′S 36°58′W     | 28      |
| Itapagé – 4.965ton           | U-161            | 26.09.1943 | 11°29′S 35°45′W     | 22      |
| Cisne Branco – 299ton        | U-161            | 28.09.1943 | costa brasilera     | 4       |
| Campos – 4.663ton            | U-170            | 23.10.1943 | 24°07′S 43°50′W     | 12      |
| Vital de Oliveira – 1.300ton | U-861            | 20.07.1944 | 22°29′S 45°09′W     | 99      |
| Corveta Camaquã              | mar revolto      | 21.07.1944 | Fernando de Noronha | 33      |
| Cruzador Bahia               | acidente de tiro | 04.07.1945 | costa brasilera     | 333     |